# Cirrus (biologie)

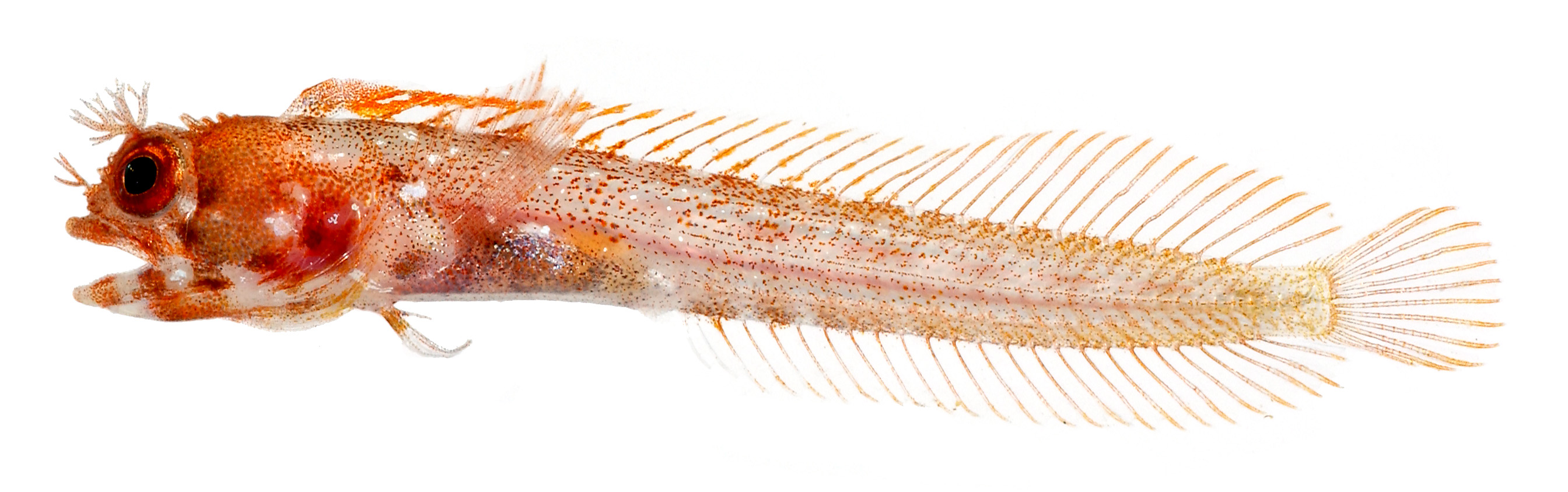
Volwassen vrouwelijke Acanthemblemaria aspera met supraorbitale cirri

Een cirrus is een reeks lange, dunne structuren in lichaamsdelen van gewervelde en ongewervelde dieren. Hieronder een aantal manieren waarop de term gebruikt wordt bij verschillende diersoorten. 
- Bij de leverbot is de cirrus de penis van de worm, die, als hij niet in gebruik is, zich terugtrekt in de cirrusbuidel in de buurt van het hoofd van het dier.[1] Diezelfde structuur komt voor in de verschillende geslachten van de Taenia-lintwormen.
- Voor de Nereididae-soorten wordt de term anders gebruikt: Cirrus verwijst bij deze dieren naar de groei van tentakels op elk van de voeten (parapodia), ofwel de dorsale cirrus of de ventrale cirrus en heeft niets te maken met reproductie.[1]
- Voor snoerwormen wordt de term staartvincirrus gebruikt voor een kleine draadvormige groei aan het achterste einde van de worm.[2]
- Bij borstelwormen zijn cirri een soort parapoden en bestaan deze uit zintuig bevattende tentakels dicht bij de kop.[3]
- Bij zeelelies en rankpootkreeften is een cirrus een lange, slanke klauwachtig aanhangsel, waarmee voedsel uit het water gehaald kan worden.[4]